# Rhyacocnemis leonorae
Rhyacocnemis leonorae är en trollsländeart som först beskrevs av Maurits Anne Lieftinck 1949.  Rhyacocnemis leonorae ingår i släktet Rhyacocnemis och familjen flodflicksländor. IUCN kategoriserar arten globalt som otillräckligt studerad. Inga underarter finns listade i Catalogue of Life.